# What I Like Most About You (Is Your Girlfriend)
What I Like Most About You (Is Your Girlfriend) is een single uit 1984 van The Special AKA, een voortzetting van de Britse skaband The Specials. 
Het werd opgenomen voor het album In The Studio, dat moeizaam tot stand kwam omdat de Special AKA geen hecht collectief was zoals de originele Specials, en de studiokosten alsmaar opliepen. Het is niet bekend of het nummer oorspronkelijk door Rhoda Dakar (voormalig frontvrouw van de meidenskaband The Bodysnatchers) zou worden gezongen, feit is dat toetsenist/bandleider Jerry Dammers na het vertrek van Free Nelson Mandela-zanger Stan Campbell zelf plaatsnam achter de microfoon en een falsetto opzette. Dakar zingt wel de veelzeggende B-kant Can't Get A Break.
In de bijbehorende videocliop speelt Dammers een ruimtewezen (op Romeinse sandalen!) dat naar de Aarde komt en een nachtclub bezoekt waar hij een gespierde matroos aanspreekt terwijl het restant van de band op de achtergrond speelt. Op het eind maakt het ruimtewezen zich gereed voor de terugreis naar zijn eigen planeet.
What I Like Most About You wist met een 50e plaats in de Engelse hitlijsten het succes van Free Nelson Mandela niet te continueren, hetgeen wel nodig was om het opnamebudget (goed voor drie albums) terug te betalen. Dammers weigerde de overige twee albums te maken in de wetenschap dat hij er geen cent aan over zou houden en ging in staking. 
Omdat de Special AKA nooit live optredens gaf, zong Elvis Costello (die het debuutalbum van de Specials en Free Nelson Mandela produceerde) bij zijn eigen optredens een akoestische versie van What I Like Most About You.